# Jack Dolbin
John Tice „Jack“ Dolbin (* 12. Oktober 1948 in Pottsville, Pennsylvania; † 1. August 2019 in Allentown) ist ein ehemaliger US-amerikanischer American-Football-Spieler. Er spielte als Wide Receiver unter anderem bei den Denver Broncos in der National Football League (NFL).

## Spielerlaufbahn

### Collegekarriere
Jack Dolbin besuchte in seiner Geburtsstadt die Highschool, wo er in der Schulmannschaft als Runningback American Football spielte. Nach seinem Schulabschluss erhielt er ein Sportstipendium an der Wake Forest University. Für die Wake Forest Demon Deacons lief er gleichfalls als Running Back auf. Dolbin wurde von seinem College aufgrund seiner sportlichen Leistungen dreimal ausgezeichnet.

### Profikarriere
Dolbin wurde nach Abschluss seines Studiums von keiner Profifootballmannschaft verpflichtet. Er spielte im Jahr 1971 zunächst bei einer halbprofessionellen Footballmannschaft in Pottstown, bevor er sich entschloss an der  National University of Health Sciences in Lombard, Illinois, ein Studium zum Chiropraktiker aufzunehmen. Im Jahr 1974 nahm er an einem Probetraining der Chicago Fire teil, die in der ein Jahr zuvor gegründeten World Football League angesiedelt waren. Dolbin konnte überzeugen und erhielt einen Profivertrag. Nach einem Spieljahr bei der Mannschaft aus Chicago wechselte er in die NFL zu den Denver Broncos, wo er zusammen mit Floyd Little und Rick Upchurch als Wide Receiver in der Offense der Mannschaft eingesetzt wurde.
Im Jahr 1977 gelang es dem von Red Miller trainierten Team in der Regular Season zwölf von 14 Spielen zu gewinnen. Mit dieser Leistung konnte die Mannschaft aus Denver in die Play-offs einziehen, wo es zunächst zu einem Aufeinandertreffen mit den Pittsburgh Steelers kam. Dolbin konnte in dem Spiel einen Pass von Quarterback Craig Morton zu einem Touchdown verwerten und so zum 34:21-Sieg seiner Mannschaft beitragen. Mit dem Gewinn des Spiels konnte Dolbin mit den Broncos in das AFC Championship Game einziehen, wo man auf die Oakland Raiders trag, die mit 20:17 geschlagen werden konnten. Im folgenden Super Bowl XII gegen die von Tom Landry betreuten Dallas Cowboys musste sich Dolbin, der in dem Spiel zwei Pässe fangen konnte,  mit seinem Broncos mit 27:10 geschlagen geben.
Nach der Regular Season 1978 gelang es Dolbin mit den Broncos nochmals in die Play-offs einzuziehen. Obwohl er im Play-off-Spiel gegen die Pittsburgh Steelers vier Pässe zu einem Raumgewinn von 77 Yards fangen konnte, gelang es ihm nicht die 33:10-Niederlage der Broncos zu verhindern. Nach einer Knieverletzung, die er sich zu Beginn der Saison 1979 zuzog, musste Jack Dolbin seine Laufbahn beenden.

## Nach der Laufbahn
Jack Dolbin beendete seine Ausbildung zum Chiropraktiker und kehrte im Jahr 1984 in seine Geburtsstadt zurück und eröffnete dort als Chiropraktiker das Pottsville Sports and Rehabilitation Center. Seit dem Jahr 1996 fungiert er als zweiter Vizepräsident der Penn State University. Im Jahr 1982 wurde er in die Pennsylvania Sports Hall of Fame aufgenommen. Dolbin ist verheiratet und hat vier Kinder.